# Morti il 22 novembre
| Questa pagina contiene informazioni ricavate automaticamente dalle voci biografiche con l'ausilio del template Bio e di un bot. L'aggiornamento è periodico e automatico e ricostruisce completamente la pagina. Se manca una persona in questa lista, sei pregato di non aggiungerla, ma accertati piuttosto che la sua voce biografica contenga il template Bio e che i dati anagrafici siano correttamente compilati. Se il template Bio manca, inseriscilo tu stesso o, in alternativa, metti l'avviso {{tmp\|Bio}} che ne segnala la mancanza. Se i dati riportati sono sbagliati, correggi direttamente la voce biografica; le modifiche saranno visibili in questa lista entro pochi giorni. Per chiarimenti vedi il progetto biografie. La lista contiene solo le 506 persone che sono citate nell'enciclopedia e per le quali è stato implementato correttamente il template Bio. Pagina aggiornata al 17 ago 2025. |

## III secolo(1)
- 230 - Santa Cecilia, santa e nobile romana

## IV secolo(1)
- 365 - Felice II, vescovo ariano romano

## IX secolo(1)
- 840 - Ilduino di Saint-Denis, abate francese

## X secolo(1)
- 950 - Lotario II d'Italia, re

## XI secolo(3)
- 1032 - Zaccaria di Alessandria, arcivescovo cristiano orientale egiziano
- 1032 - Lanfranco de Martinengo, cavaliere medievale italiano
- 1087 - Jaropolk Izjaslavič, principe

## XIII secolo(6)
- 1207 - Al-Mīrtulī, mistico e poeta arabo (n. 1128)
- 1233 - Elena di Danimarca, principessa danese
- 1249 - Al-Salih Ayyub, sultano curdo (n. 1205)
- 1268 - Bernard Bruce, nobile scozzese
- 1286 - Eric V di Danimarca, re danese (n. 1249)
- 1294 - Stefano di Besançon, religioso francese

## XIV secolo(3)
- 1318 - Michail Jaroslavič, principe russo (n. 1271)
- 1390 - Miklós Toldi, nobile ungherese (n. 1320)
- 1392 - Robert de Vere, duca d'Irlanda, nobile inglese (n. 1362)

## XV secolo(1)
- 1418 - Guglielmo Carbone, cardinale italiano

## XVI secolo(8)
- 1511 - Giovanni Sadoleto, giurista italiano (n. 1440)
- 1517 - Antonio De Ferraris, medico, filosofo e astronomo italiano (n. 1444)
- 1523 - Achille Grassi, cardinale e vescovo cattolico italiano (n. 1456)
- 1552 - Muzio I Sforza di Caravaggio, nobile italiano (n. 1531)
- 1557 - Oda Nobuyuki, militare giapponese (n. 1536)
- 1575 - Pietro Giacomo Borbone, arcivescovo cattolico italiano (n. 1540)
- 1594 - Martin Frobisher, corsaro inglese (n. 1535)
- 1599 - Nanbu Nobunao, militare giapponese (n. 1546)

## XVII secolo(20)
- 1602 - Toussaint Dubreuil, pittore francese (n. 1561)
- 1612 - Tiburzio Passarotti, pittore italiano (n. 1553)
- 1614 - Thomas Butler, X conte di Ormond, nobile irlandese (n. 1531)
- 1617 - Ahmed I, sultano ottomano (n. 1590)
- 1617 - Eleonora de' Medici, nobildonna italiana (n. 1591)
- 1635 - Peter Uffenbach, medico e editore tedesco (n. 1566)
- 1640 - Mario Minniti, pittore italiano (n. 1577)
- 1649 - John Wemyss, I conte di Wemyss, politico scozzese (n. 1586)
- 1651 - Francis Scott, II conte di Buccleuch, nobile scozzese (n. 1626)
- 1651 - Giovanni Battista Soria, architetto italiano (n. 1581)
- 1658 - Abraham van Cuylenborch, pittore e disegnatore olandese (n. 1620)
- 1660 - Francis Annesley, I visconte Valentia, politico irlandese (n. 1585)
- 1667 - Pietro Martínez y Rubio, arcivescovo cattolico spagnolo (n. 1614)
- 1670 - Sofia di Assia-Kassel, nobildonna tedesca (n. 1615)
- 1677 - Abdul Jalil Shah III di Johor, sovrano malese
- 1683 - Fabrizio Caracciolo, duca di Girifalco, nobile, militare e magistrato italiano (n. 1607)
- 1694 - John Tillotson, arcivescovo anglicano e teologo britannico (n. 1630)
- 1697 - Libéral Bruant, architetto francese (n. 1636)
- 1697 - Francesco Maria Santinelli, alchimista, poeta e librettista italiano (n. 1627)
- 1700 - Artus Quellinus il Giovane, scultore fiammingo (n. 1625)

## XVIII secolo(25)
- 1708 - Filippo Notarbartolo Cipolla, principe (n. 1643)
- 1708 - Magnus Daniel Omeis, poeta e filosofo tedesco (n. 1646)
- 1717 - Nicola Caravita, giurista e filosofo italiano (n. 1647)
- 1718 - Barbanera, pirata inglese
- 1725 - Bartolomeo Ortari, intagliatore italiano (n. 1647)
- 1726 - Anton Domenico Gabbiani, pittore italiano (n. 1652)
- 1728 - Natal'ja Alekseevna Romanova, principessa russa (n. 1714)
- 1729 - Pieter Bustijn, compositore e organista olandese
- 1748 - Elisabetta Sofia di Brandeburgo, principessa (n. 1674)
- 1755 - Giovanni Maria Salvioni, tipografo italiano (n. 1676)
- 1758 - Richard Edgcumbe, politico inglese (n. 1680)
- 1760 - Charles Alston, botanico e medico scozzese (n. 1683)
- 1772 - Leopold Josef Hannibal Petazzi de Castel Nuovo, vescovo cattolico italiano (n. 1703)
- 1774 - Robert Clive, generale e politico inglese (n. 1725)
- 1775 - Claude-Henri de Fusée de Voisenon, scrittore, drammaturgo e abate francese (n. 1708)
- 1776 - Mattia Vento, compositore e clavicembalista italiano (n. 1735)
- 1777 - John West, II conte De La Warr, nobile, politico e ufficiale inglese (n. 1729)
- 1781 - Thomas Pichon, agente segreto e scrittore francese (n. 1700)
- 1784 - Paolo Frisi, matematico, astronomo e presbitero italiano (n. 1728)
- 1784 - Carlo Ferdinando Landolfi, liutaio italiano (n. 1715)
- 1789 - Friederike Sophie Seyler, attrice teatrale e librettista tedesca
- 1794 - Alison Cockburn, poetessa scozzese (n. 1712)
- 1794 - Raimondo Cunich, umanista, grecista e latinista italiano (n. 1719)
- 1799 - Vincenzo Giuliani, storico, medico e archeologo italiano (n. 1733)
- 1800 - Salomon Maimon, filosofo polacco

## XIX secolo(54)
- 1802 - François Watrin, generale francese (n. 1772)
- 1808 - Antimo di Gerusalemme, arcivescovo ortodosso greco
- 1813 - Johann Christian Reil, psichiatra, anatomista e fisiologo tedesco (n. 1759)
- 1815 - Manuel Rodríguez Aponte, gesuita, grecista e missionario spagnolo (n. 1737)
- 1815 - James Lackington, editore britannico (n. 1746)
- 1821 - Cesare Baldinotti, filosofo italiano (n. 1747)
- 1822 - Claude-Emmanuel Dobsen, magistrato e rivoluzionario francese (n. 1743)
- 1822 - Antonino Maresca, ambasciatore italiano (n. 1750)
- 1823 - Louis Jean-Baptiste Gouvion, nobile, generale e politico francese (n. 1752)
- 1824 - Jacques de Maleville, giurista e politico francese (n. 1741)
- 1826 - Anton von Zach, generale austriaco (n. 1747)
- 1828 - George Izard, politico e militare statunitense (n. 1776)
- 1829 - Antonio Gaidon, architetto, urbanista e naturalista italiano (n. 1738)
- 1834 - Ivan Grigorievič Gogel, generale e nobile russo (n. 1773)
- 1835 - Emily Cecil, marchesa di Salisbury, nobile inglese (n. 1750)
- 1836 - Alain Joseph Dordelin, ammiraglio francese (n. 1764)
- 1839 - Giuseppe Grasser, vescovo cattolico italiano (n. 1782)
- 1842 - Pieter-Frans De Noter, pittore belga (n. 1779)
- 1843 - Jeanne Fontbonne, religiosa francese (n. 1759)
- 1845 - Thomas Aspinwall Davis, imprenditore e politico statunitense (n. 1798)
- 1845 - Vera Nikolaevna Zavadovskaja, nobildonna russa (n. 1768)
- 1847 - Placido Maria Tadini, cardinale e arcivescovo cattolico italiano (n. 1759)
- 1848 - William Havelock, militare britannico (n. 1793)
- 1848 - Antonio Spazzi, scultore italiano (n. 1770)
- 1850 - Lin Zexu, politico cinese (n. 1785)
- 1852 - René de Blonay, politico francese (n. 1777)
- 1853 - William Legge, IV conte di Dartmouth, nobile inglese (n. 1784)
- 1855 - Ferdinando Santacatarina, poeta e scrittore italiano (n. 1808)
- 1858 - Amedeo Carisio, militare italiano (n. 1801)
- 1858 - Patrick Kennedy, imprenditore irlandese (n. 1823)
- 1859 - Charles Lenormant, archeologo, numismatico e egittologo francese (n. 1802)
- 1862 - Alexis Decomberousse, drammaturgo e librettista francese (n. 1793)
- 1869 - Carl Ferdinand Langhans, architetto tedesco (n. 1782)
- 1874 - Carlo Vittore Papardo, vescovo cattolico italiano (n. 1817)
- 1875 - Henry Wilson, politico statunitense (n. 1812)
- 1877 - Gustaf Vilhelm Gumaelius, presbitero, scrittore e politico svedese (n. 1789)
- 1878 - Ludwik Mierosławski, rivoluzionario, generale e scrittore polacco (n. 1814)
- 1879 - Catherine Dickens, scrittrice inglese (n. 1815)
- 1879 - María Manuela Kirkpatrick, nobildonna spagnola (n. 1794)
- 1880 - James Craig Watson, astronomo canadese (n. 1838)
- 1885 - Giulio Porro Lambertenghi, patriota e storico italiano (n. 1811)
- 1885 - Ranaodhip Singh Bahadur Rana, politico nepalese (n. 1825)
- 1886 - Hasher bin Maktum, sovrano emiratino
- 1889 - Giuseppe Revere, scrittore e politico italiano (n. 1812)
- 1890 - William Bell Scott, pittore e poeta scozzese (n. 1811)
- 1892 - Ermanno Loescher, editore tedesco (n. 1831)
- 1893 - Cornelius Diependaal, vescovo vetero-cattolico olandese (n. 1829)
- 1893 - Boleslav Stanislavovič Potocki, nobile e politico russo (n. 1805)
- 1895 - Salvatore Lilli, presbitero italiano (n. 1853)
- 1896 - Theodor Ackermann, patologo tedesco (n. 1825)
- 1896 - Italo Campanini, tenore italiano (n. 1845)
- 1896 - George Ferris, ingegnere statunitense (n. 1859)
- 1900 - Pietro Labriola, compositore e cantante italiano (n. 1820)
- 1900 - Arthur Sullivan, compositore britannico (n. 1842)

## XX secolo(253)
- 1901 - Paul von Hatzfeldt, politico e diplomatico tedesco (n. 1831)
- 1901 - Aleksandr Kovalevskij, zoologo russo (n. 1840)
- 1901 - Tommaso Reggio, arcivescovo cattolico italiano (n. 1818)
- 1902 - Gaetano Aloisi Masella, cardinale italiano (n. 1826)
- 1902 - Friedrich Alfred Krupp, imprenditore tedesco (n. 1854)
- 1902 - Walter Reed, medico, ufficiale e batteriologo statunitense (n. 1851)
- 1902 - William Chandler Roberts-Austen, scienziato inglese (n. 1843)
- 1906 - Henry Brand, II visconte Hampden, politico inglese (n. 1841)
- 1906 - Jacopo D'Andrea, pittore italiano (n. 1819)
- 1906 - Ernst Josephson, pittore svedese (n. 1851)
- 1907 - Carlotta Ferrari, poetessa e compositrice italiana (n. 1830)
- 1907 - Asaph Hall, astronomo statunitense (n. 1829)
- 1910 - Bernhard von Poten, ufficiale e scrittore tedesco (n. 1828)
- 1911 - Paolo Pio Perazzo, francescano italiano (n. 1846)
- 1912 - Otto Lessing, scultore tedesco (n. 1846)
- 1912 - Carl Heinrich Florenz Müller, imprenditore tedesco (n. 1845)
- 1913 - Ernesto Della Torre, patriota e politico italiano (n. 1844)
- 1913 - Édouard Lockroy, politico francese (n. 1838)
- 1913 - Tokugawa Yoshinobu, militare giapponese (n. 1837)
- 1914 - Paul Viollet, storico, archivista e bibliotecario francese (n. 1840)
- 1915 - Enrico Berlinguer, avvocato e politico italiano (n. 1850)
- 1915 - Josef Kalousek, storico ceco (n. 1838)
- 1916 - Jack London, scrittore, giornalista e drammaturgo statunitense (n. 1876)
- 1917 - Lyman Belding, ornitologo statunitense (n. 1829)
- 1917 - Lorenzo Camerano, biologo, entomologo e erpetologo italiano (n. 1856)
- 1917 - Teoberto Maler, esploratore e archeologo austriaco (n. 1842)
- 1917 - Fratelli Romani, militare italiano (n. 1884)
- 1917 - Raffaele Stasi, militare italiano (n. 1896)
- 1918 - Rose Cleveland, first lady statunitense (n. 1846)
- 1918 - William Dempster Hoard, politico e editore statunitense (n. 1836)
- 1919 - Francisco Moreno, esploratore argentino (n. 1852)
- 1919 - Luigi Pio Tessitori, indologo italiano (n. 1887)
- 1922 - Temistocle Calzecchi Onesti, fisico e inventore italiano (n. 1853)
- 1922 - Louise De Hem, pittrice belga (n. 1866)
- 1923 - George Abbott, militare e esploratore britannico (n. 1880)
- 1923 - Paolo Casciani, politico italiano (n. 1852)
- 1924 - Herman Heijermans, drammaturgo e scrittore olandese (n. 1864)
- 1925 - Lorenzo Bonazzi, generale e politico italiano (n. 1848)
- 1926 - Halvor Steenerson, politico statunitense (n. 1852)
- 1927 - Ernest Lespinasse, ginnasta francese (n. 1897)
- 1928 - Vincenzo Spampanato, storico della filosofia italiano (n. 1872)
- 1929 - Jaume Ferran i Clua, batteriologo spagnolo (n. 1851)
- 1929 - Kamakichi Kishinouye, biologo giapponese (n. 1867)
- 1929 - Giovanni Santini, politico italiano (n. 1877)
- 1930 - Paul Raud, pittore estone (n. 1865)
- 1930 - Alessandro Savelli, calciatore italiano (n. 1905)
- 1932 - William Walker Atkinson, giurista e filosofo statunitense (n. 1862)
- 1932 - Miguel Dellavalle, calciatore argentino (n. 1898)
- 1933 - Alexander Ludovic Duff, ammiraglio inglese (n. 1862)
- 1933 - Ulrik Plesner, architetto danese (n. 1861)
- 1933 - Mahmud Tarzi, politico, diplomatico e giornalista afghano (n. 1865)
- 1934 - Philippe Berthelot, diplomatico francese (n. 1866)
- 1934 - Jules Cardot, botanico francese (n. 1860)
- 1935 - Carmine Cesarano, arcivescovo cattolico italiano (n. 1869)
- 1935 - Ofelia Mazzoni, scrittrice, poetessa e attrice teatrale italiana (n. 1883)
- 1936 - Louis Apol, pittore olandese (n. 1850)
- 1937 - Augusta Curiel, fotografa surinamese (n. 1873)
- 1937 - Philip de László, pittore ungherese (n. 1869)
- 1938 - Sahachiro Hata, chimico e immunologo giapponese (n. 1873)
- 1939 - Agatha Bârsescu, attrice teatrale, cantante lirica e insegnante rumena (n. 1857)
- 1940 - George Marston, artista e esploratore britannico (n. 1882)
- 1941 - Giuseppe Gervasini, presbitero italiano (n. 1867)
- 1941 - Kurt Koffka, psicologo tedesco (n. 1886)
- 1941 - Werner Mölders, militare e aviatore tedesco (n. 1913)
- 1942 - Philippe Le Hardy de Beaulieu, schermidore belga (n. 1887)
- 1943 - Lorenz Hart, paroliere e librettista statunitense (n. 1895)
- 1943 - James Hubert Price, politico statunitense (n. 1878)
- 1943 - Pietro Alessandro Yon, organista e compositore italiano (n. 1886)
- 1944 - Jacques Boulenger, scrittore e critico letterario francese (n. 1879)
- 1944 - George Clausen, pittore inglese (n. 1852)
- 1944 - Arthur Eddington, astrofisico inglese (n. 1882)
- 1944 - Anna Kolesárová, beata slovacca (n. 1928)
- 1944 - Lizzie Yu Der Ling, cinese (n. 1881)
- 1944 - Michele Saccani, partigiano italiano (n. 1921)
- 1944 - Bolesław Twardowski, arcivescovo cattolico polacco (n. 1864)
- 1945 - Franz von Keil, ammiraglio austriaco (n. 1862)
- 1946 - Raffaele Balsamo, cantante italiano (n. 1885)
- 1946 - Burt McKinnie, golfista statunitense (n. 1878)
- 1947 - Gaetano Mario Columba, storico e politico italiano (n. 1861)
- 1947 - Gloria Grey, attrice statunitense (n. 1909)
- 1948 - A. E. W. Mason, scrittore e politico britannico (n. 1865)
- 1948 - Fakhreddin Pascià, ufficiale e diplomatico ottomano (n. 1868)
- 1949 - Richard Connell, scrittore, giornalista e sceneggiatore statunitense (n. 1893)
- 1950 - Vittorio Spreti, genealogista, storico e araldista italiano (n. 1887)
- 1951 - Luigi D'Amato, medico italiano (n. 1874)
- 1951 - Carlo Sterpi, presbitero italiano (n. 1874)
- 1952 - Arturo Boccassini, ingegnere italiano (n. 1887)
- 1952 - Pasquale Civiletti, scultore italiano (n. 1858)
- 1952 - George Cornet, pallanuotista britannico (n. 1877)
- 1952 - Otto Dietrich, politico, giornalista e scrittore tedesco (n. 1897)
- 1952 - Ted Morgan, pugile neozelandese (n. 1906)
- 1953 - Guccio Gucci, imprenditore e stilista italiano (n. 1881)
- 1953 - Manoelzinho, calciatore brasiliano (n. 1907)
- 1953 - Ignaz Stolz, pittore austro-ungarico (n. 1868)
- 1954 - Jess McMahon, imprenditore statunitense (n. 1882)
- 1954 - Moroni Olsen, attore statunitense (n. 1889)
- 1954 - Andrej Januar'evič Vyšinskij, giurista, politico e diplomatico sovietico (n. 1883)
- 1955 - Édouard Delmont, attore francese (n. 1883)
- 1955 - Shemp Howard, attore e comico statunitense (n. 1895)
- 1955 - Guy Ropartz, compositore e direttore d'orchestra francese (n. 1864)
- 1956 - Antonio Carbonati, pittore italiano (n. 1893)
- 1956 - Theodore Kosloff, danzatore, attore e coreografo russo (n. 1882)
- 1956 - Pier Maria Rosso di San Secondo, scrittore, drammaturgo e giornalista italiano (n. 1887)
- 1958 - William Franke Harling, compositore britannico (n. 1887)
- 1958 - James Wendell, ostacolista statunitense (n. 1890)
- 1959 - Sam M. Lewis, paroliere, compositore e cantante statunitense (n. 1885)
- 1959 - Molla Mallory, tennista norvegese (n. 1884)
- 1959 - Mario Mazza, educatore italiano (n. 1882)
- 1959 - Frank O'Connor, attore, regista e sceneggiatore statunitense (n. 1897)
- 1959 - Jaroslav Skobla, sollevatore cecoslovacco (n. 1899)
- 1960 - Frederick Goodfellow, tiratore di fune britannico (n. 1874)
- 1960 - Otto Hantschick, calciatore tedesco (n. 1884)
- 1960 - Stuart Laidlaw, giocatore di lacrosse canadese (n. 1877)
- 1960 - Newton Mendonça, musicista e compositore brasiliano (n. 1927)
- 1961 - Saverio Dioguardi, architetto italiano (n. 1888)
- 1961 - Ninon Vallin, soprano francese (n. 1886)
- 1962 - René Coty, politico francese (n. 1882)
- 1962 - George Vernot, nuotatore canadese (n. 1901)
- 1963 - Juraj Collinásy, pittore slovacco (n. 1907)
- 1963 - Jack Hill, attore statunitense (n. 1887)
- 1963 - Aldous Huxley, scrittore e filosofo britannico (n. 1894)
- 1963 - John Fitzgerald Kennedy, politico statunitense (n. 1917)
- 1963 - C. S. Lewis, scrittore, saggista e teologo britannico (n. 1898)
- 1963 - Patrick MacGill, scrittore, poeta e commediografo irlandese (n. 1889)
- 1963 - Riccardo Proserpio, ciclista su strada italiano (n. 1906)
- 1963 - J.D. Tippit, poliziotto statunitense (n. 1924)
- 1964 - George Tomasini, montatore statunitense (n. 1909)
- 1964 - Luciano Vieri, cantante italiano (n. 1945)
- 1965 - Dipa Nusantara Aidit, politico indonesiano (n. 1923)
- 1965 - Otto Kirchheimer, giurista e politologo tedesco (n. 1905)
- 1966 - Émile Drain, attore francese (n. 1890)
- 1966 - Giuseppe Fiamingo, sociologo e politico italiano (n. 1875)
- 1966 - Ines Viviani Donarelli, violinista e conduttrice radiofonica italiana (n. 1887)
- 1967 - Suzanne Bing, attrice, traduttrice e pedagogista francese (n. 1885)
- 1967 - Mario De Renzi, architetto e urbanista italiano (n. 1897)
- 1967 - Guy Holmes, calciatore inglese (n. 1905)
- 1967 - Melchiorre Luise, basso italiano (n. 1896)
- 1968 - Alfonso Del Drago Biscia Gentili, principe italiano (n. 1882)
- 1968 - Ned Liddle, calciatore e allenatore di calcio inglese (n. 1878)
- 1968 - Enrique Zambrano, attore, direttore del doppiaggio e doppiatore messicano (n. 1920)
- 1970 - George Finch, chimico e alpinista australiano (n. 1888)
- 1970 - Martha Holliday, attrice e ballerina statunitense (n. 1922)
- 1971 - Georges Aubé, aviatore e generale francese (n. 1884)
- 1971 - Zez Confrey, pianista e compositore statunitense (n. 1895)
- 1971 - Karl Faulenbach, generale tedesco (n. 1893)
- 1971 - Walter Sande, attore statunitense (n. 1906)
- 1971 - József Zakariás, allenatore di calcio e calciatore ungherese (n. 1924)
- 1972 - Antonio Cavoli, missionario italiano (n. 1888)
- 1972 - Eugenio Fasana, alpinista, pittore e scrittore italiano (n. 1886)
- 1972 - Malcolm Guthrie, linguista britannico (n. 1903)
- 1973 - Carlo Saraudi, pugile e allenatore di pugilato italiano (n. 1899)
- 1973 - Constance Talmadge, attrice statunitense (n. 1898)
- 1974 - Ralph Capone, mafioso italiano (n. 1894)
- 1974 - Charles Norelius, nuotatore svedese (n. 1882)
- 1974 - Carlo Olmini, politico italiano (n. 1921)
- 1974 - Piero Sadun, pittore italiano (n. 1919)
- 1975 - Oskar Perron, matematico tedesco (n. 1880)
- 1976 - Ermanno Aebi, arbitro di calcio e calciatore svizzero (n. 1892)
- 1976 - Luigi Bianchi, avvocato, dirigente sportivo e calciatore italiano (n. 1885)
- 1976 - Peter Birkhäuser, pittore svizzero (n. 1911)
- 1976 - Rupert Davies, attore britannico (n. 1916)
- 1977 - Luigi Traglia, cardinale e arcivescovo cattolico italiano (n. 1895)
- 1978 - Sergio Trevisan, calciatore italiano (n. 1916)
- 1979 - Frans de Bruijn Kops, calciatore olandese (n. 1886)
- 1979 - Giuseppe Miroglio, imprenditore italiano (n. 1886)
- 1979 - Josef Oberhauser, ufficiale e criminale di guerra tedesco (n. 1915)
- 1979 - Eugenio Prati, scultore e pittore italiano (n. 1889)
- 1979 - Tito A. Spagnol, scrittore, giornalista e regista italiano (n. 1895)
- 1980 - Harry Halm, attore tedesco (n. 1902)
- 1980 - Marienetta Jirkowsky, attivista tedesca (n. 1962)
- 1980 - Jules Léger, diplomatico e politico canadese (n. 1913)
- 1980 - Ferdinando Mandrini, ginnasta italiano (n. 1897)
- 1980 - Mae West, attrice statunitense (n. 1893)
- 1981 - Enzo Assenza, scultore, pittore e ceramista italiano (n. 1915)
- 1981 - Hans Adolf Krebs, biochimico e medico tedesco (n. 1900)
- 1981 - Andreina Pagnani, attrice e doppiatrice italiana (n. 1906)
- 1981 - Corrado Parducci, scultore italiano (n. 1900)
- 1982 - Jean Batten, aviatrice neozelandese (n. 1909)
- 1982 - Max Deutsch, musicista, compositore e insegnante austriaco (n. 1892)
- 1982 - Benedetto Majorana della Nicchiara, politico italiano (n. 1899)
- 1982 - Stanisław Ostrowski, politico e medico polacco (n. 1892)
- 1982 - Josef Alfons Tscherrig, vescovo cattolico e missionario svizzero (n. 1903)
- 1982 - Juan Urkizu, calciatore e allenatore di calcio spagnolo (n. 1901)
- 1983 - Michael Conrad, attore statunitense (n. 1925)
- 1983 - Pat Spence, tennista sudafricano (n. 1898)
- 1984 - Gerrit Fischer, calciatore olandese (n. 1916)
- 1984 - John Gilling, regista e sceneggiatore inglese (n. 1912)
- 1984 - Adolf Laudon, calciatore austriaco (n. 1912)
- 1985 - Epifanio Méndez Fleitas, politico, scrittore e musicista paraguaiano (n. 1917)
- 1985 - María Sabina, poetessa messicana (n. 1894)
- 1986 - Scatman Crothers, attore e cantante statunitense (n. 1910)
- 1986 - Aleksandr Nikolaevič Dejč, astronomo sovietico (n. 1900)
- 1986 - Daan van Dijk, pistard olandese (n. 1907)
- 1986 - Adriano Guerrini, poeta e docente italiano (n. 1923)
- 1986 - Malcolm Nokes, martellista e discobolo britannico (n. 1897)
- 1986 - Dinny Pails, tennista australiano (n. 1921)
- 1987 - William Haydon Burns, politico statunitense (n. 1912)
- 1987 - Remo Pagnanelli, poeta e critico letterario italiano (n. 1955)
- 1988 - Luis Barragán, architetto e ingegnere messicano (n. 1902)
- 1988 - Raymond Dart, antropologo, paleontologo e anatomista australiano (n. 1893)
- 1988 - Janet Ertel, cantante statunitense (n. 1913)
- 1988 - Erich Fried, poeta austriaco (n. 1921)
- 1988 - John R. Ragazzini, ingegnere statunitense (n. 1912)
- 1988 - Nedret Uyguç, cestista turco (n. 1940)
- 1989 - C.C. Beck, fumettista statunitense (n. 1910)
- 1989 - Robert Berri, attore francese (n. 1912)
- 1989 - Gerry Chiniquy, animatore statunitense (n. 1912)
- 1989 - René Moawad, politico libanese (n. 1925)
- 1989 - Šamil' Serikov, lottatore sovietico (n. 1956)
- 1990 - Natale Beretta, arbitro di calcio e calciatore italiano (n. 1894)
- 1991 - Antoine Berman, filosofo e traduttore francese (n. 1942)
- 1991 - Vittorio Carioli, calciatore italiano (n. 1943)
- 1991 - Tadashi Imai, regista giapponese (n. 1912)
- 1992 - Flavio Carraresi, batterista, compositore e paroliere italiano (n. 1930)
- 1992 - Viktor Petrovič Dubynin, generale russo (n. 1943)
- 1992 - Giorgio Giusti, imprenditore, pilota automobilistico e pittore italiano (n. 1913)
- 1992 - Sterling Holloway, attore e doppiatore statunitense (n. 1905)
- 1992 - Ronald Sinclair, attore neozelandese (n. 1924)
- 1993 - Anthony Burgess, scrittore, critico letterario e glottoteta britannico (n. 1917)
- 1993 - Alois De Hertog, ciclista su strada belga (n. 1927)
- 1993 - Bill Laughlin, cestista e allenatore di pallacanestro statunitense (n. 1915)
- 1993 - Ervino Loik, calciatore italiano (n. 1915)
- 1993 - Tat'jana Petrovna Nikolaeva, pianista e compositrice sovietica (n. 1924)
- 1993 - Elizabeth Threatt, modella e attrice statunitense (n. 1926)
- 1994 - Ginestra Giovene, fisica, divulgatrice scientifica e scrittrice italiana (n. 1910)
- 1994 - Viola Spolin, insegnante, educatrice e scrittrice statunitense (n. 1906)
- 1994 - Charles Upham, militare neozelandese (n. 1908)
- 1995 - Leonardo Bercovici, sceneggiatore e regista statunitense (n. 1908)
- 1995 - Giotto Ciardi, carabiniere italiano (n. 1921)
- 1995 - Maria Cumani Quasimodo, attrice, danzatrice e poetessa italiana (n. 1908)
- 1995 - Aldo Ducci, politico italiano (n. 1923)
- 1995 - Paolo Santarcangeli, poeta, scrittore e saggista italiano (n. 1909)
- 1995 - Margaret St. Clair, scrittrice statunitense (n. 1911)
- 1996 - Stephanie Bachelor, attrice statunitense (n. 1912)
- 1996 - Karen Blanguernon, attrice e scrittrice francese (n. 1935)
- 1996 - Walter Boos, montatore, regista e sceneggiatore tedesco (n. 1928)
- 1996 - María Casarès, attrice spagnola (n. 1922)
- 1996 - Tonino Forteleoni, scultore italiano (n. 1915)
- 1996 - Astro Galli, allenatore di calcio e calciatore italiano (n. 1913)
- 1996 - Mark Lenard, attore statunitense (n. 1924)
- 1996 - Hedley Sparks, presbitero, biblista e ebraista britannico (n. 1908)
- 1997 - Joanna Moore, attrice statunitense (n. 1934)
- 1997 - Michael Hutchence, cantante australiano (n. 1960)
- 1998 - Vladimir Petrovič Demichov, chirurgo sovietico (n. 1916)
- 1998 - Franco Floris, compositore italiano (n. 1906)
- 1998 - Mikołaj Kozakiewicz, politico, insegnante e letterato polacco (n. 1923)
- 1998 - Harry Lehmann, fisico tedesco (n. 1924)
- 1998 - Stu Ungar, giocatore di poker statunitense (n. 1953)
- 1999 - Ibrahim Böhme, politico tedesco (n. 1944)
- 1999 - Flávio Costa, calciatore e allenatore di calcio brasiliano (n. 1906)
- 2000 - Doug Hepburn, sollevatore canadese (n. 1926)
- 2000 - Christian Marquand, attore e regista francese (n. 1927)
- 2000 - Emil Zátopek, mezzofondista e maratoneta cecoslovacco (n. 1922)

## XXI secolo(129)
- 2001 - Reimar Gilsenbach, scrittore, giornalista e attivista tedesco (n. 1925)
- 2001 - Norman Granz, produttore discografico e imprenditore statunitense (n. 1918)
- 2001 - Luigi Naviglio, scrittore, fumettista e giornalista italiano (n. 1936)
- 2002 - Parley Baer, attore statunitense (n. 1914)
- 2002 - Joan Barclay, attrice statunitense (n. 1914)
- 2002 - Beatrice di Borbone-Spagna, nobile spagnola (n. 1909)
- 2002 - Adele Jergens, attrice statunitense (n. 1917)
- 2002 - Giuseppe Miotello, pittore italiano (n. 1930)
- 2003 - Mario Beccaria, politico italiano (n. 1920)
- 2003 - Carlo Pollidoro, politico italiano (n. 1927)
- 2004 - Giuseppe Barone, presbitero e filosofo italiano (n. 1914)
- 2004 - Piero Brandi, pugile italiano (n. 1939)
- 2004 - Ortunho, calciatore brasiliano (n. 1935)
- 2004 - Paolo Rostagno, calciatore italiano (n. 1920)
- 2005 - Frank Gatski, giocatore di football americano statunitense (n. 1921)
- 2005 - Elda Tattoli, attrice italiana (n. 1929)
- 2006 - John Allan Cameron, cantante canadese (n. 1938)
- 2006 - Asima Chatterjee, chimica indiana (n. 1917)
- 2006 - Yvonne Severn, attrice statunitense (n. 1927)
- 2006 - Adalberto Vallega, geografo italiano (n. 1934)
- 2007 - Maurice Béjart, danzatore e coreografo francese (n. 1927)
- 2007 - Vladimir Kazancev, siepista sovietico (n. 1923)
- 2007 - Verity Lambert, produttrice televisiva e produttrice cinematografica inglese (n. 1935)
- 2007 - Reg Park, culturista e attore inglese (n. 1928)
- 2008 - Sandro Curzi, giornalista, politico e conduttore televisivo italiano (n. 1930)
- 2008 - Anthony Patrick Fairall, astronomo sudafricano (n. 1943)
- 2008 - Theodor Ghițescu, scacchista rumeno (n. 1934)
- 2008 - Nino Ginex, cantante italiano (n. 1928)
- 2008 - MC Breed, rapper statunitense (n. 1971)
- 2008 - Ibrahim Nasir, politico maldiviano (n. 1926)
- 2009 - Gino Munaron, pilota automobilistico italiano (n. 1928)
- 2009 - Juan Carlos Muñoz, calciatore argentino (n. 1919)
- 2009 - Viktor Obuchov, regista sovietico (n. 1940)
- 2009 - Ivo Rudić, calciatore australiano (n. 1942)
- 2009 - Fiora Vincenti, scrittrice e giornalista italiana (n. 1928)
- 2010 - Julien Guiomar, attore francese (n. 1928)
- 2010 - Howie Janotta, cestista statunitense (n. 1924)
- 2010 - Len Lunde, allenatore di hockey su ghiaccio e hockeista su ghiaccio canadese (n. 1936)
- 2010 - Urbano Navarrete, cardinale spagnolo (n. 1920)
- 2011 - Svetlana Allilueva, scrittrice sovietica (n. 1926)
- 2011 - Pío Corcuera, calciatore argentino (n. 1921)
- 2011 - Sena Jurinac, soprano austriaco (n. 1921)
- 2011 - Elisabetta di Lussemburgo, principessa lussemburghese (n. 1922)
- 2011 - Lynn Margulis, biologa statunitense (n. 1938)
- 2011 - Danielle Mitterrand, first lady francese (n. 1924)
- 2011 - Paul Motian, batterista, compositore e musicista statunitense (n. 1931)
- 2011 - Hans Reichel, inventore tedesco (n. 1949)
- 2011 - Alberto Reynoso, cestista filippino (n. 1940)
- 2012 - Bob Burtwell, cestista e allenatore di pallacanestro canadese (n. 1927)
- 2012 - John Earl Coleman, insegnante statunitense (n. 1930)
- 2012 - Bryce Courtenay, romanziere sudafricano (n. 1933)
- 2012 - Alfonso Montemayor, allenatore di calcio e calciatore messicano (n. 1922)
- 2012 - Carlo Rancati, ciclista su strada e pistard italiano (n. 1940)
- 2013 - Roberto Bruni, attore italiano (n. 1916)
- 2013 - Carla De Benedetti, fotografa italiana (n. 1932)
- 2013 - Jancarlos, calciatore brasiliano (n. 1983)
- 2013 - Georges Lautner, regista, sceneggiatore e scrittore francese (n. 1926)
- 2013 - Alec Reid, presbitero irlandese (n. 1931)
- 2014 - Fiorenzo Angelini, cardinale e arcivescovo cattolico italiano (n. 1916)
- 2014 - Margaret Aston, storica britannica (n. 1932)
- 2014 - Lewis Baltz, fotografo statunitense (n. 1945)
- 2014 - Wilfried Barner, critico letterario e germanista tedesco (n. 1937)
- 2014 - Derek Deadman, attore britannico (n. 1940)
- 2014 - Angelo Demurtas, giornalista italiano (n. 1927)
- 2014 - Horst Fügner, pilota motociclistico tedesco (n. 1923)
- 2014 - Don Grate, giocatore di baseball e cestista statunitense (n. 1923)
- 2014 - Bernard Heidsieck, poeta francese (n. 1928)
- 2014 - Émile Poulat, storico e sociologo francese (n. 1920)
- 2015 - Mario Renato Cornejo Radavero, vescovo cattolico peruviano (n. 1927)
- 2015 - Dagmar Heller, attrice, doppiatrice e conduttrice radiofonica tedesca (n. 1947)
- 2015 - Albert Pick, numismatico tedesco (n. 1922)
- 2015 - Alfred Prucker, fondista, saltatore con gli sci e combinatista nordico italiano (n. 1926)
- 2015 - André Waignein, compositore belga (n. 1942)
- 2016 - Cosimo Abate, politico italiano (n. 1922)
- 2016 - Alfredo Brasioli, fumettista, illustratore e pittore italiano (n. 1935)
- 2016 - Peter Sumner, attore australiano (n. 1942)
- 2017 - George Avakian, produttore discografico armeno (n. 1919)
- 2017 - Dmitrij Chvorostovskij, baritono russo (n. 1962)
- 2017 - Mona Fong, produttrice cinematografica, produttrice televisiva e cantante cinese (n. 1934)
- 2017 - Jon Hendricks, cantante statunitense (n. 1921)
- 2017 - Maurice Hinchey, politico statunitense (n. 1938)
- 2017 - Tommy Keene, cantautore statunitense (n. 1958)
- 2018 - Soslan Andiev, lottatore sovietico (n. 1952)
- 2018 - Andrzej Fischer, calciatore polacco (n. 1952)
- 2018 - Willie Naulls, cestista statunitense (n. 1934)
- 2018 - Pedro Roig, hockeista su prato spagnolo (n. 1938)
- 2019 - Eugène Camara, politico guineano (n. 1942)
- 2019 - Stephen Cleobury, organista e direttore di coro inglese (n. 1948)
- 2019 - Birgit Eggert, cestista tedesca (n. 1967)
- 2019 - Sean Haslegrave, calciatore inglese (n. 1951)
- 2019 - Daniel Leclercq, allenatore di calcio e calciatore francese (n. 1949)
- 2019 - Ludger Lütkehaus, filosofo e storico della letteratura tedesco (n. 1943)
- 2019 - Joaquim Moutinho, pilota di rally portoghese (n. 1951)
- 2019 - Eduardo Nascimento, cantante angolano (n. 1943)
- 2019 - Franco Ortolani, politico italiano (n. 1943)
- 2019 - Mario Rigo, politico italiano (n. 1929)
- 2019 - Cecilia Seghizzi, compositrice e supercentenaria italiana (n. 1908)
- 2019 - Bowen Stassforth, nuotatore statunitense (n. 1926)
- 2020 - Carlo Ausino, regista e direttore della fotografia italiano (n. 1938)
- 2020 - Francesca Cipriani, cestista italiana (n. 1925)
- 2020 - Doris De Agostini, sciatrice alpina svizzera (n. 1958)
- 2020 - Billy Evans, cestista statunitense (n. 1932)
- 2020 - Pietro Fontana, calciatore e allenatore di calcio italiano (n. 1944)
- 2020 - Gonzalo Galván Castillo, vescovo cattolico messicano (n. 1951)
- 2020 - Keijo Hynninen, cestista finlandese (n. 1929)
- 2020 - Ferdinand Kinsky von Wchinitz und Tettau, politologo tedesco (n. 1934)
- 2020 - Maurice Setters, calciatore e allenatore di calcio inglese (n. 1936)
- 2021 - Aldo Falivena, giornalista italiano (n. 1928)
- 2021 - John Freccero, italianista e saggista statunitense (n. 1931)
- 2021 - Noah Gordon, scrittore statunitense (n. 1926)
- 2021 - Volker Lechtenbrink, attore, doppiatore e cantante tedesco (n. 1944)
- 2021 - Lily Romanelli, attrice, soubrette e cantante italiana (n. 1930)
- 2021 - Paolo Pietrangeli, cantautore, regista e sceneggiatore italiano (n. 1945)
- 2021 - Pavel Visner, cestista rumeno
- 2022 - Luce Auger, modella francese (n. 1934)
- 2022 - John Y. Brown Jr., politico, imprenditore e dirigente sportivo statunitense (n. 1933)
- 2022 - Erasmo Carlos, cantante e compositore brasiliano (n. 1941)
- 2022 - Roberto Maroni, politico italiano (n. 1955)
- 2022 - Bernadette Mayer, poetessa e artista statunitense (n. 1945)
- 2022 - Pablo Milanés, cantautore cubano (n. 1943)
- 2023 - Carlo Carena, traduttore, critico letterario e insegnante italiano (n. 1925)
- 2023 - Tony Genato, cestista e allenatore di pallacanestro filippino (n. 1929)
- 2023 - Emmanuel Le Roy Ladurie, storico francese (n. 1929)
- 2023 - Maurizio Majorana, contrabbassista e bassista italiano (n. 1938)
- 2023 - François Musy, tecnico del suono svizzero (n. 1955)
- 2024 - Kenny Aird, calciatore scozzese (n. 1947)
- 2024 - Mario Castellazzi, calciatore italiano (n. 1925)
- 2024 - Peter Fenwick, medico britannico (n. 1935)
- 2024 - Jean Jourden, ciclista su strada francese (n. 1942)